# Ostellato
Ostellato – miejscowość i gmina we Włoszech, w regionie Emilia-Romania, w prowincji Ferrara.
Według danych na rok 2004 gminę zamieszkiwały 6933 osoby, 40,1 os./km².